# Bitka na Astronomskoj kuli (Harry Potter)
Bitka na Astronomskoj kuli je imaginarna bitka opisana u romanu Harry Potter i Princ miješane krvi. Bitka se događa u sklopu Drugog čarobnjačkog rata, na najvišem tornju Škole vještičarenja i čarobnjaštva Hogwarts, u noći 30. lipnja 1997.
Bitka se dogodila po dizajnu Lorda Voldemorta, koji je naredio šesnaestogodišnjem smrtonoši Dracu Malfoyu da pronađe način kako uvesti smrtonoše u školu, i da ubije Albusa Dumbledorea, ravnatelja škole, vođu Reda feniksa i jedinu osobu koje se Voldemort bojao. Malfoy je uspio u prvom dijelu, ali nije mogao ubiti Dumbledorea. Dok su se članovi Reda feniksa borili sa smrtonošama, Severus Snape ubio je Dumbledorea. Poslije se otkrilo da je čin ubojstva isplaniran između Dumbledorea i Snapea.

## Povijest

### Pozadinske informacije

#### Prelčev kraj
Kao rezultat neuspjeha Luciusa Malfoya da za Gospodara tame donese proročanstvo tijekom Bitke u Odjelu tajni u lipnju 1996., Lord Voldemort odlučuje kako Luciusov sin Draco treba postati smrtonoša, i da treba izvršiti zadatak ubijanja Dumbledorea.
Narcissa Malfoy sumnja kako je taj zadatak Voldemortova osveta jer ne očekuje da će Draco uspjeti. Odlučna u spašavanju svoje obitelji, pod bilo koju cijenu, Narcissa odlazi u kuću Severusa Snapea u Prelčev kraj, kako bi ga zamolila da pomogne Dracu završiti misiju ako ne uspije sam. Snape zamoli Bellatrix Lestrange, koja je nevoljko pošla sa sestrom Snapeu, da poveže njega i Narcissu Neprekršivom zakletvom.

#### Zavjera za ubojstvoAlbusa Dumbledorea
Draco je proveo većinu svoje šeste godine u Hogwartsu popravljajući Ormar za nestajanje u Sobi potrebe kako bi ga povezao s istim takvim Ormarom u Borginu i Burkesu kako bi smrtonoše mogli ući u Hogwarts. Postajući sve očajniji, Draco je tražio konvencionalnije načine za ubiti Dumbledorea. Stavio je kletvu Imperius na  Rosmertu, krčmaricu Tri Metle, koja je stavila istu kletvu na Katie Bell, prisiljavajući ju da ukletu ogrlicu preda Albusu Dumbledoreu. Katie je slučajno taknula ogrlicu i podlegla pod utjecaj kletve. Draco je također natjerao Rosmertu da Horaceu Slughornu proda bocu otrovane medovine nadajući se da će ju Slughorn dati Dumbledoreu kao Božićni poklon, ali Ron Weasley je slučajno otrovan umjesto Dumbledorea, iako ga je Harry Potter uspio spasiti uz pomoć bezoara.

#### Spilja s horkruksom
Kroz šestu godinu, Harry je imao privatne satove s Dumbledoreom u vezi prošlosti Lorda Voldemorta i njegove obsesije besmrtnošću. Zajedno su saznali za šest njegovih horkruksa, jer si je želio dušu podijeliti u sedam dijelova jer se sedam smatra najmagičnijim brojem. Kroz Voldemortova i Dumbledoreova sjećanja Voldemortova sirotišta, Dumbledore je ustvrdio kako se jedan od horkruksa nalazi u špilji gdje je sirotište vodilo djecu na izlet.
Prije napuštanja dvorca s Dumbledoreom, Harry sreće Sybill Trelawney, koja mu govori kako ne može ući u Sobu potrebe, i da je čula kako netko slavi uspjeh. Iako to smatra čudnim, Harry ništa o tome ne govori Dumbledoreu. On i Harry krenu naći i možda uništiti horkruks. U špilji, Dumbledore pije napitak koji ga znatno oslabljuje, a Harry i on se moraju boriti protiv vojske Inferiusa. Naposljetku ipak dođu do horkruksa, medaljona Salazara Slytherina. Harry naknadno saznaje kako je medaljon lažan i da je netko drugi uzeo pravi medaljon. Unutar Hogwartsa, Red čuva hodnike i zemljište dok Draco odlazi u Sobu potrebe pustiti smrtonoše u školu.

#### Smrtonoše u Hogwartsu
"U zraku ispred škole lebjela je plamteća zelena lubanja zmijskog jezika, znamen kojim su smrtonoše objavljivale svoju prisutnost... kao i znak da su počinili ubojstvo..."
—Harry Potter, ugledavši Tamni Znamen iznad Hogwartsa

Harry je upozorio Rona i Hermionu da bi smrtonoše mogli ući u Hogwarts dok Dumbledorea i njega ne bude bilo. Dao im je bočicu svog Felixa Felicisa i naredio im da, skupa s ostatkom Dumbledoreove Armije patroliraju hodnicima koji vode do Sobe potrebe i do Snapeova ureda. Jedino su se Neville Longbottom, Luna Lovegood, Ginny Weasley i Ernie Macmillan odazvali. Dok su Ron, Ginny, i Neville čuvali su ulaz u Sobu potrebe, dok su Hermiona i Luna pazile izvan Snapeova ureda. Dumbledore je zaposlio i članove Reda feniksa da patroliraju hodnicima i zemljištem.
U Sobi potrebe, Draco promatra kako smrtonoše Alecto i Amycus Carrow, Yaxley, Thorfinn Rowle, Gibbon,Bellatrix Lestrange, i Fenrir Greyback izlaze iz Ormara za nestajanje. Primijetivši da ljudi motre izlaz iz sobe, Draco koristi Peruanski prašak za instant-mrak kako Ron, Ginny, i Neville ne bi vidjeli smrtonoše kako izlaze, dok sebi osigurava vidljivost Rukom s Onoga svijeta, kupljenom kod Borgina i Burkea, dok vodi smrtonoše iz sobe. Učenici su smjesta obavijestili Red, i bitka je azpočela u hodnicima gornjih katova. Kako bi pridobio Dumbledoreovu pozornost, smrtonoša Gibbon ispaljuje Tamni Znamen iznad dvorca, ali, dok se vraća u bitku, slučajno ga ubija kolega smrtonoša Thorfinn Rowle, koji baca ubojite kletve posvuda. Filius Flitwick je poslan dovesti Snapea u bitku. Snape omamljuje Flitwicka u svojem uredu, i zatim govori Hermioni i Luni da se Flitwick onesvjestio i moli ih da paze na njega.

#### Dumbledoreova smrt
"Severuse... molim te..."
—Dumbledore moli Snapea da ga ubije

Kad se Dumbledore i Harry vračaju u Hogsmeade, Rosmerta im skreće pažnju na Astronomsku kulu, pod kojom svijetli Tamni Znamen. Ulijeću u Astronomsku kulu na Rosmertinim metlama. Kad su došli, čeka ih Draco Malfoy, i prije no što Harry može izaći ispod Plašta nevidljivosti, Dumbledore ga imobilizira neverbalnim Petrificus Totalusom. Istovremeno, Malfoy razoružava Dumbledorea, nesvjesno stječući vlasništvo moćnog Bazgova štapića. Draco priznaje kako je on odgovoran za otrovanu medovinu i ukletu ogrlicu, i da mu je Lord Voldemort naredio da ubije Dumbledorea kako Voldemort ne bi ubio njega i cijelu mu obitelj.
Dumbledore otkriva kako je otpočetka znao za njegovu misiju, kao i za neuspješne pokušaje ubojstva, i da je dopustio Dracu da ostane u školi kako bi ga zaštitio od Voldemorta. Dumbledore nudi Draco mogućnost promjene strana, i obečaje mu da će sakriti i njega i majku mu gdje ih Voldemort neće moći naći. Draco ne može ubiti ravnatelja, čak ni nakon dolaska i poticanja nekoliko smrtonoša koje je Draco doveo u dvorac. Nakon što su se popeli, smrtonoše su blokirali stubište iza njih magičnom barijerom, koju Red ne uspijeva ukloniti kletvom Reducto. Kad se pokazalo da Draco ne može izvršiti zadatak, Fenrir Greyback, vukodlak, je pokušao ubiti Dubledorea na svoj način, ali ga je Yaxley kletvom bacio u stranu. Tad dolazi Snape — kojeg je Flitwick pozvao kako bi pomogao Redu —, i nakon što ga Dumbedore moli da ga ubije, Snape na njega baca Avada Kedavru, koja ga pogađa u prsa, i time završava život jednog od najvećih čarobnjaka svih vremena.
Nakon što Dumbledoreovo tijelo pada s kule pod svjetlom Tamnog Znamena, Snape naređuje svima da bježe s kule, pa silazi dolje narediti i borcima da se povuku. Harry, koji je sve to gledao pod utjecajem čarolije sputavanja cijelog tijela, zbog Dumbledoreove smrti više nije sputan čarolijom, pa zboj bijesne želje za osvetom kreće za Snapeom, pogađajući Yaxleya čarolijom sputavanja kako bi si oslobodio put niz stubište.

#### Potjera
Harry: "Onda me ubijte", procijedi Harry, ne osjećajući strah, nego samo bijes i prezir. "Ubijte me kao što ste ubili i njega, kukavico..."
Snape: "NE ZOVITE ME..." zavrišti Snape, kojem se lice odjednom iskrivilo u sumanuti, neljudski izraz, kao da ga razdire ista bol koja je u tom trenutku prožimala prestravljenog, izbezumijenog psa zarobljenog u gorućoj kući za njih, "...KUKAVICOM!"
— Harry se bori sa Snapeom dok smrtonoše bježe iz Hogwartsa
Nakon što je prokleo Yaxleya, zadnjeg preostalog smrtonošu u kuli, Harry bježi za Snapeom. Dok ulazi u dvorac, nađe se usred bitke protiv odbjeglih smrtonoša. Harry ugleda mrtvo Gibbonovo tijelo, kao i ranjena Billa Weasleyja, kojeg je napao vukodlak Greyback, na podu. Smrtonoše se počinju povlačiti prije no što Ministarstvo dođe u pomoć.
Prije napuštanja dvorca, Bellatrix ulazi u Veliku dvoranu, razbija prozore i baca posuđe. Harry dolazi u predvorje u čas kad Gryffindorska ura s bodovima puca. Harry nastavlja potjeru za Snapeom.
Na školskom zemljištu, Rubeus Hagrid pokušava zaustaviti smrtonoše, ali mu Thorfinn Rowle pali kolibu. Harry omamljuje Alektu i Amycusa. Draco i ostali se dezapariraju, a Harry se suočava sa Snapeom. Pokušava koristiti vatromet čarolija, uključujući i mnoge tamne kletve, no Snape ih sve odbija jer može čitati Harryjev um. Nakon što otkrije da je on Princ mješane krvi, Snape baca nepoznatu čaroliju na Harryja koja ga pogađa u lice poput biča i ruši ga na travu. Kljunoslav nastavlja loviti Snapea do školskih vratnica, gdje se Snape dezaparira.

### Posljedice
Prof. McGonagall: "Ja — znam da je Dumbledore želio počivati ovdje, u Hogwartsu..."
Harry: "Onda će tako i biti, zar ne??"
— Hogwartski nastavnici raspravljaju o sudbini škole i o Dumbledoreovu pogrebu
Zbog uporabe Felixa Felicisa, članovi Dumbledoreove Armije koji su sudjelovali u bitci nisu bili ozlijeđeni. Billa Weasleyja, je ugrizao vukodlak Fenrir Greyback. Zbog toga što Fernir nije bio transformiran u vukodlaka dok ga je ugrizao, Bill ima samo manje simptome. Unatoč svemu, njegova zaručnica, Fleur Delacour, potvrdila je da ga i dalje želi, čime je zadobila poštovanje i blagoslov obitelji Weasley. To je također potaknulo Nymphadoru Tonks da iskaže svoje osjećaje vukodlaku Remusu Lupinu.
Bitka i smrt Albusa Dumbledorea imali su velik utjecaj na čarobnjački svijet. jedini čarobnjak kojeg se Voldemort ikad bojao i koji je imao moć suprotstaviti mu se sad je mrtav. Bitka je pokazala kako više nema mjesta sigurnoga od smrtonoša, jer im je učenik Hogwartsa omogućio ulaz, a učitelj je izdao školu. Nastavnici nisu bili sigurni hoće li škola ostati otvorena. Neki roditelji, poput oca Zachariasa Smitha, i roditelji Parvati and Padme Patil, ispisali su svoju djecu iz škole.
Harry, devastiran smrću svog mentora, odlučuje zapostaviti zadnju godinu školovanja kako bi krenuo u potragu za horkruksima, prema Dumbledoreovim uputama. Ron i Hermiona odlučuju mu pomoći.
Harry poslije saznaje kako je Dumbledore isplanirao svoju smrt sa Snapeom, koji je bio vjeran Redu feniksa zbog doživotne ljubavi prema Lily Evans, Harryjevoj majci. Dumbledore je već umirao, i želio je da mu Snape priušti milosniju smrt od smrtonoša, ali je želio spriječiti Draca Malfoya da postane ubojica jer bi mu to oštetilo dušu. Snape mu je isppunio želju, i iako je Red smatrao Snapea izdajicom, Snape je potajno pomagao Harryju, i doprinosio padu Lorda Voldemorta.